# علامة مائية

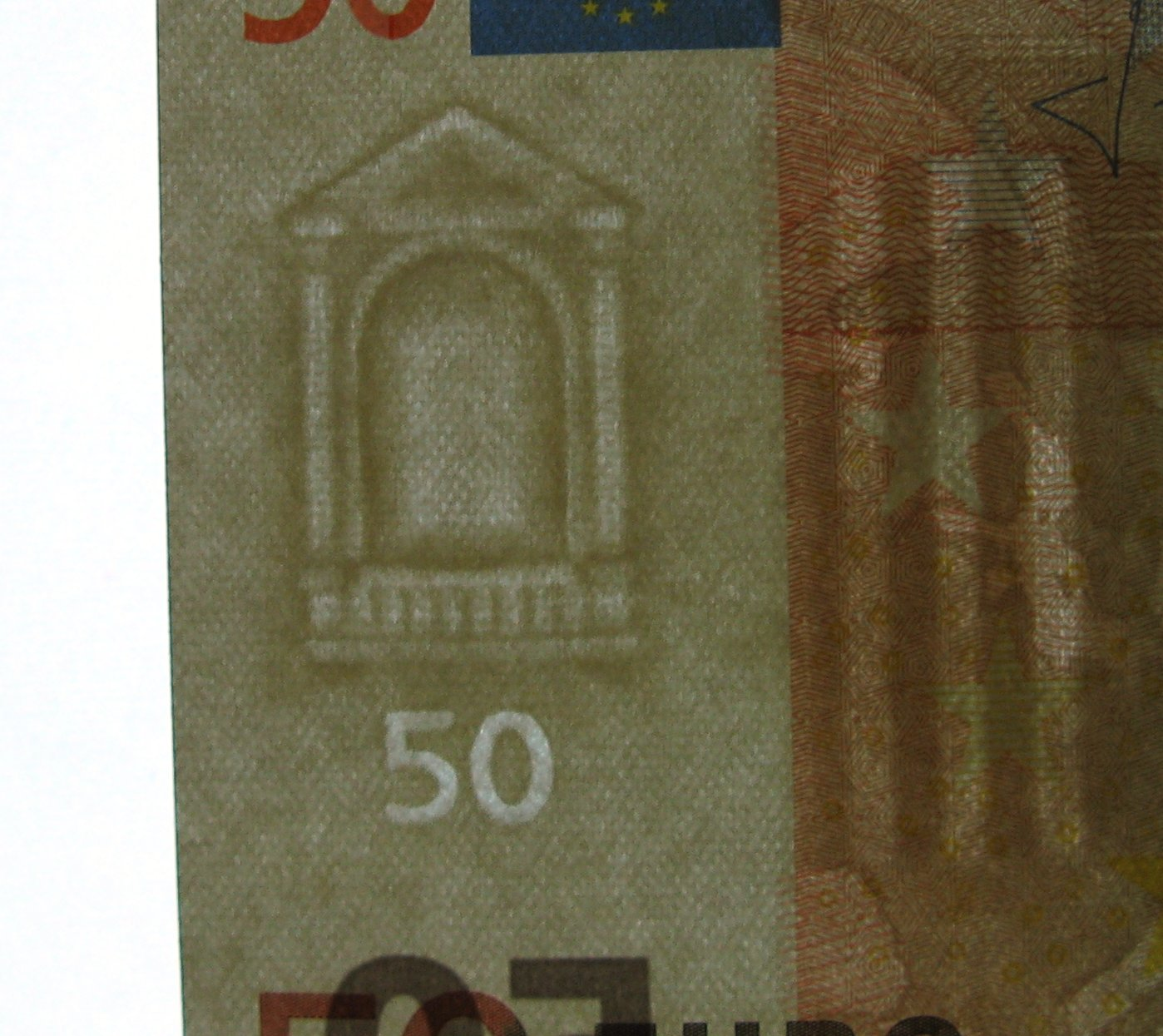
طابع مائي على ورقة 50 يورو.

العلامة المائية (بالإنجليزية: Watermark)‏ هي صورة يمكن التعرف عليها من خلال النمط في الورقة التي تظهر ظلال مختلفة الإضاءة والظلمة عند رؤيتها بالضوء (أو عند عرضها بالضوء المنعكس، فوق خلفية داكنة)، وتنجم عن اختلافات سمك أو كثافة في الورقة في مناطق مختلفة منها. هناك طريقتان رئيسيتان لإنتاج العلامات المائية في الورقة؛ عملية اللف من الأول، أو باستعمال قالب اسطواني أكثر تعقيداً.
تتباين العلامات المائية بشدة في مظهرها للعيان؛ ولئن كانت بعضها واضحة وضوح الشمس، فهناك منها ما يتطلب دراسة وقوة ملاحظة أكبر. العلامات المائية تستخدم غالباً كميزات الأمان الخاصة بالأوراق النقدية، وجوازات السفر والطوابع البريدية ووثائق أخرى لمنع التزوير. العلامة المائية مفيدة جداً في دراسة الورقة لأنه يمكن استخدامها لتحديد الأحجام، العلامات التجارية والمواقع ونوعية ورقة. ترميز الموسيقى الرقمية، والفيديو، والصور الرقمية أو أي ملف رقمي آخر يدعى بالعلامة المائية الرقمية.